# Cryptocephalus tainguensis
Cryptocephalus tainguensis es una especie de insecto coleóptero de la familia Chrysomelidae.
Fue descrita científicamente en 1987 por Medvedev & Samoderzhenkov.